# Solaris Trollino
Solaris Trollino — линейка современных городских троллейбусов, выпускаемых польской компанией Solaris Bus & Coach с 2001 года. Линейка включает в себя модели длиной 12, 15 и 18 метров, особо выделяется удлиненная трехосная модель Trollino 15 длиной 14,59 метра; линейка основана на автобусах Solaris Urbino.
Данная линейка имеет несколько поколений и модификаций, например, с электрооборудованием Ganz (венг.). На базе троллейбусов третьего поколения (Mk3) с 2008 года выпускаются три модели Škoda-Solaris.

## Общие данные

### История
За время производства, выпущено 3 поколения троллейбусов. Первое поколение называлось Mk1 и выпускалось с 2001 по 2002 годы. Их вид был несколько иным, чем у нынешних Троллино (например, отсутствие фальшборта, другое размещение фар). В дальнейшем много недоработок было устранено, и троллейбусы стали комплектоваться системой управления на основе IGBT транзисторов и двигателями переменного тока.
Второе поколение выпускалось с 2002 по 2005 годы и называлось Mk2; у этих троллейбусов уже появился фальшборт, возможность автономного хода, раздельное или панорамное лобовое стекло и совершенствования в салоне. Третье поколение называется Mk3 и выпускается с 2006 года по сегодняшний день. Особенностями этого поколения является улучшенный дизайн изнутри и снаружи, некоторые дополнительные возможности (например, кондиционер, видеосистема, автономный ход). В некоторых Trollino 12 и Trollino 15 электрический двигатель перенесён в отсек перед задней осью, а в заднем свесе возможна установка дизель-генератора.
Solaris Trollino основан на низкопольных автобусах Solaris Urbino, они имеют немало конструктивных сходств. Более 1000 выпущенных машин Solaris Trollino 12 нашли применение во многих крупных городах таких стран Европы, как Венгрия, Словакия, Чехия, Австрия, Польша, Германия, Эстония, Латвия, Литва, Швеция, Франция, Италия.
Кроме стандартного 12-метрового Solaris Trollino 12 фирма Solaris выпускает и другие троллейбусы длиной 14,6 и 18 метров. Solaris Trollino 12 стал базой для создания сочленённого троллейбуса Solaris Trollino 18, а в 2003 году в началось производство удлинённого 14,6-метровый трёхосный Solaris Trollino 15.
С 2008 года производятся троллейбусы Škoda-Solaris в кузове Trollino, что комплектуются электрооборудованием Škoda Electric. Они не имеют шахты мотора в заднем свесе, который перенесён в отсек перед 2 осью (в Škoda 27Tr за 2 осью).

### Модификации
Solaris Trollino имеет несколько модификаций:
- Ganz-Solaris Trollino 12 — с электрооборудованием Ganz Transelectro, Будапешт и двигателем Elmor DK-210 (110 kw) или Ganz TTE (165 kw), в заднем свесе.

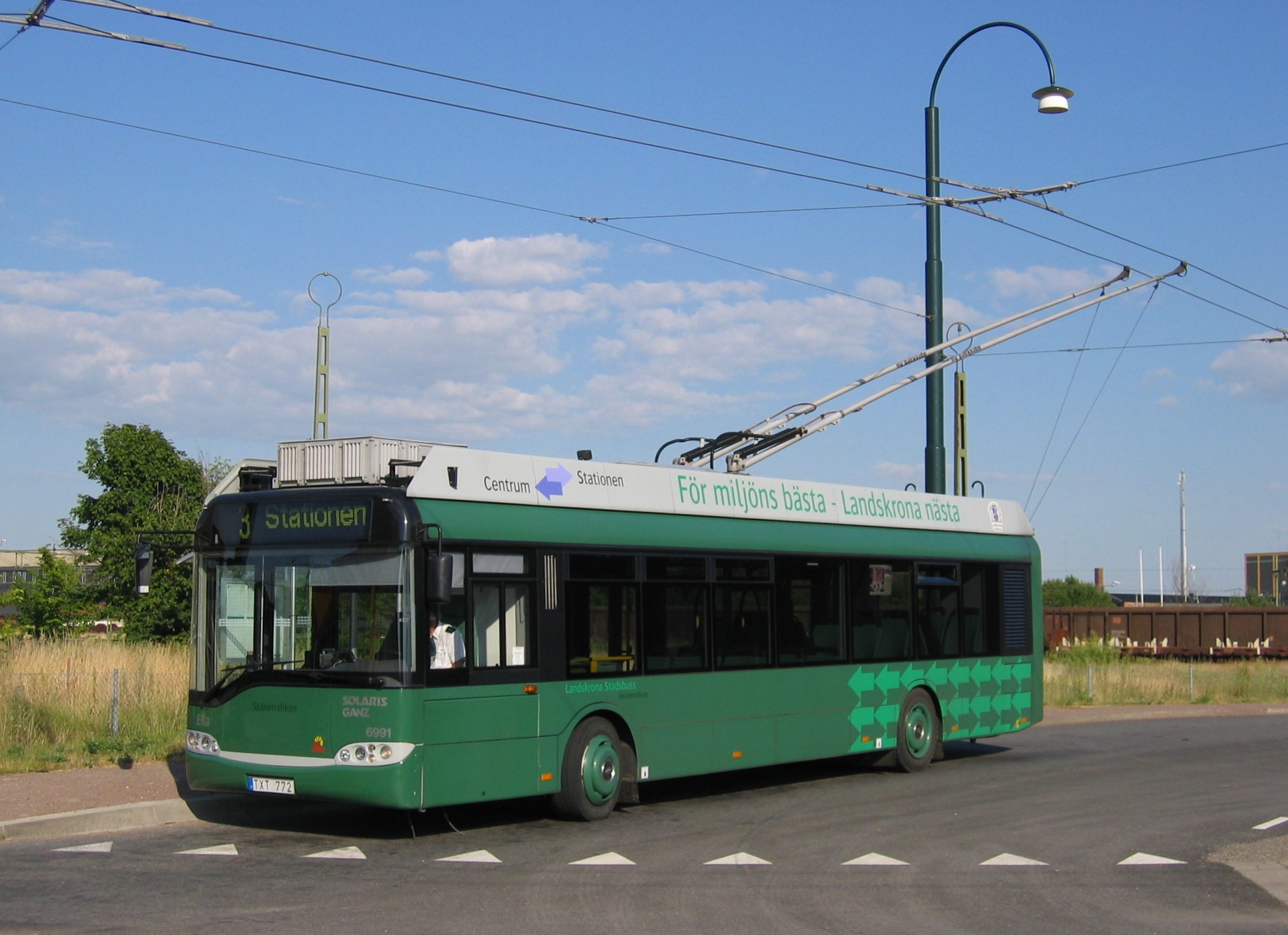
Solaris Trollino 12 с электрооборудованием Ganz в Ландускруне, Швеция, 2005

- Solaris Trollino 12 DC — с двигателем постоянного тока (direct current).
- Solaris Trollino 12 AC — с двигателем переменного тока (Alternating current).
- Solaris Trollino 12M — с двигателем переменного тока и системой управления MEDCOM (Польша)
- Solaris Trollino 15 AC — с двигателем переменного тока (Alternating current).
- Ganz-Solaris Trollino 18 — с двигателем и электрооборудованием от Ganz Transelectro.
- Solaris Trollino 18 AC — с двигателем переменного тока (Alternating current).
- Solaris Trollino 18,75 М

Кроме этих различий, в целом Trollino между собой почти ничем не отличаются.

### Особенности линейки
Данные ниже являются обобщающими, более подробную информацию с описанием и технической характеристикой можно найти в статьях о троллейбусах

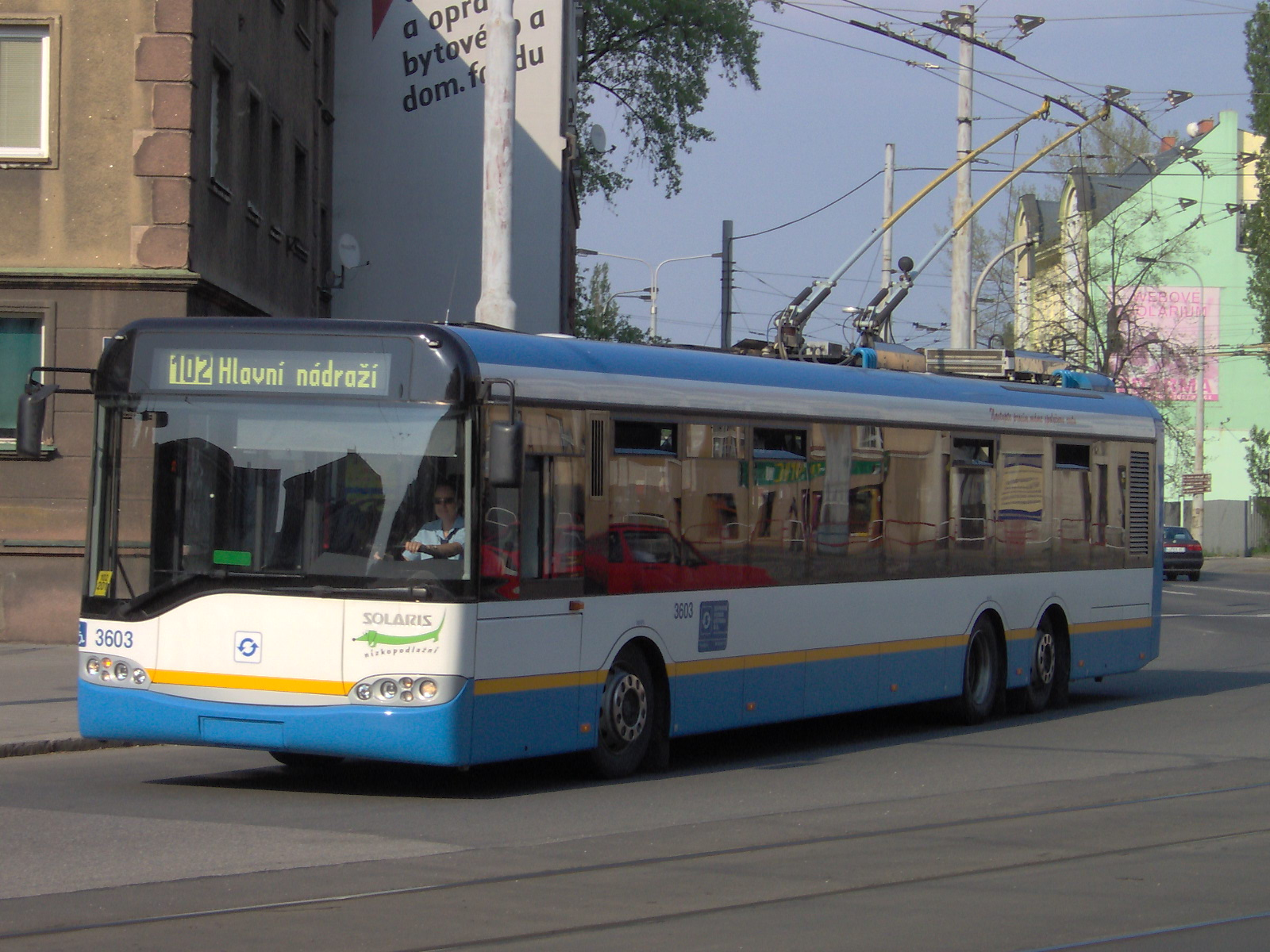
Solaris Trollino 15 AC первого поколения

- надежность и долговечность конструкции Trollino, с ресурсом кузова не менее 15-20 лет;
- каркас Trollino выполняется из высокопрочной нержавеющей стали марки 1.4003[1]
- боковины выполнены из дюралюминия, не поддающегося коррозии
- современный дизайн;
- полностью экологически чистый вид транспорта;
- унификация с линейкой Solaris Urbino;
- полностью низкопольный;
- книлинг кузова в базовой комплектации;
- возможность установки автоматических токоприемников чешской фирмы Lekov;
- применение передовых технологий в электрооборудовании, что позволяет экономить до 40 процентов электроэнергии, отдавая её обратно в контактную сеть (рекуперация);
- применение многих качественных и проверенных европейских комплектующих;
- возможность движения вне контактной сети с помощью средств автономного хода;
- современный и комфортный пассажирский салон;
- наличие кондиционеров в салоне в большинстве новых троллейбусов;
- возможность перевозки пассажиров в инвалидных колясках, а также детей в детских колясках;
- современное место водителя с возможностью установки сплошной либо неполной водительской перегородки;
- широкий диапазон установки дополнительного оборудования, например, предлагаются аудио-и видео-система.
- система автоматической централизованной смазки Lincoln или Vögel;
- разнообразная переменная комплектация (см. описание)
- широкий выбор дополнительных опций (кондиционер, аудио и видео-система, автоинформатор)

### Символ линейки
Символом линейки является длинная и приземистая зелёная такса, украшающая передки троллейбусов Solaris Trollino с левой стороны; она называется Trollnik (от польского Jamnik — такса); её длинное тело символизирует длину троллейбуса, а короткие лапки — низкопольность. Такса имеет зелёную окраску, что указывает на то, что этот транспорт является экологически чистым. У таксы также есть поводок, символизирующий штангу троллейбуса (это отличительная черта Trollnik-а от обычной таксы на автобусах Urbino). Такса на передке новейших вариантов отличается от более старых образцов: такса старого варианта была изображена в профиль и примитивнее нарисована.

## Другое

### Краткая техническая сводка
Подробные технические характеристики можно найти в соответствующих статьях о троллейбусах
| Название                              | Solaris Trollino 12 | Solaris Trollino 15 | Solaris Trollino 18 | Solaris Trollino 24 |
| Фото                                  | | | | |
| Длина, мм                             | 12000 | 14590 | 18000 | 24000 |
| Ширина, мм                            | 2550 | 2550 | 2550 | 2550 |
| Высота, мм                            | 2850—3490 | 2850—3490 | 2850—3490 | 2850—3490 |
| Колёсная база, мм                     | 5900 | 6800+1590 | 5130/6770 | 7000/7010 |
| Передний / задний свес, мм            | 2700/3400 | 2700/3400 | 2700/3400 | 2700/3400 |
| Снаряжённая масса, кг                 | 11440 | 12700—15500 | 15500—18500 | 19100 |
| Полная масса, кг                      | 18000 | 24000 | 28000 | 34000 |
| Количество дверей                     | 2 или 3 | 3 | 3 или 4 | 5 |
| Полностью низкопольный                | | | | |
|                                       | | | | |
| Сидячих мест                          | 25—34 | 36—47 | 41—49 | 60-70 |
| Полная вместимость, чел               | ок.90—110 | ок.130—150 | ок.160—170 | ок.190-220 |
| Двигатель                             | 1) постоянного тока ELMOR DK210 A35/21 DC (110 kw) 2) переменного тока Pragoimex TAM 1009C (175 kw) 3) переменного тока EMIT STDa280-6B (175 kw) 4)переменного тока Škoda 4ML3444 K/4 (160 kw) 5) Ganz TTE (165 kw)                          | 1) Pragoimex TAM 1009C (175 kw) 2) Pragoimex TAM 1050C6 3) Emit STDa 280-6B/175 (175 kw) 4) Škoda 33ML3550 K/4 (240 kw) все переменного тока | 1) 1 шт. Pragoimex (250 kw) 2) 1 шт. Škoda 33ML3550 K/4 (240kw) 3) 2 шт Pragoimex TAM 1009C (175×2 kw) 4) 2шт (Škoda 4ML3444 K/4 (160×2 kw) 5) GANZ AT1 25x38/4 3~AC (165 kw) | 1) 1 шт. Pragoimex (250 kw) 2) 1 шт. Škoda 33ML3550 K/4 (240kw) 3) 2 шт Pragoimex TAM 1009C (175×2 kw) 4) 4шт (Škoda 4ML3444 K/4 (160×2 kw) 5) GANZ AT1 25x38/4 3~AC (165 kw) |
| Система управления тяговым двигателем | 1) Ganz Transelectro (Венгрия, Будапешт) 2) Cegelec «TV Europulse» (для двигателей переменного тока) «TV Progress» (для двигателей постоянного тока) (Чехия, Прага) 3) MEDCOM ANT 175—600 (Польша) 4) Škoda Bluedrive (Škoda Holding, Чехия) | 1) Cegelec «TV Europulse» (Чехия, Прага) 2) MEDCOM ANT 175—600 (Польша) 3) Škoda Bluedrive (Škoda Holding, Чехия)                            | 1) Cegelec «TV Europulse» (Cegelec) 2) Škoda Bluedrive 3) Ganz Transelectro                                                                                                   | 1) Cegelec «TV Europulse» (Cegelec) 2) Škoda Bluedrive 3) Ganz Transelectro                                                                                                   |
| Максимальная скорость, км/ч           | 65—80 | 75 | 60—70 | 65 |

### Линейка Škoda Solaris
На базе третьего поколения Троллино Škoda Electric выпускает троллейбусы Škoda-Solaris в кузове Соляриса и с электрооборудованием Škoda Electric. Внешне эти троллейбусы очень напоминают Троллино (кузов тот же), даже такса Trollnik перекочевала на их передок. В этих троллейбусах возможна установка дизель-генератора (в односекционных с этой целью двигатель перемещён из заднего свеса к отсеку перед задней осью, в двухсекционного он размещён в прицепе); у Škoda-Solaris возможна установка кондиционера. Салоны и кабины водителя их почти не отличаются от Trollino. Выпускаются следующие модели:
- Škoda 26Tr Solaris на базе Solaris Trollino 12
- Škoda 27Tr Solaris на базе Solaris Trollino 18
- Škoda 28Tr Solaris на базе Solaris Trollino 15

| Название                              | Škoda 26Tr Solaris                    | Škoda 27Tr Solaris                    | Škoda 28Tr Solaris                    |
| Фото                                  |                                       |                                       |                                       |
| Длина, мм                             | 12000                                 | 18000                                 | 14590                                 |
| Ширина, мм                            | 2550                                  | 2550                                  | 2550                                  |
| Высота, мм                            | 2850—3490                             | 2850—3490                             | 2850—3490                             |
| Колёсная база, мм                     | 5900                                  | 5130/6770                             | 6800+1590                             |
| Передний / задний свес, мм            | 2700/3400                             | 2700/3400                             | 2700/3400                             |
| Снаряжённая масса, кг                 | 11440                                 | 15500—18500                           | 12700—15500                           |
| Полная масса, кг                      | 18000                                 | 28000                                 | 24000                                 |
| Количество дверей                     | 3                                     | 3                                     | 3 или 4                               |
| Полностью низкопольный                |                                       |                                       |                                       |
|                                       |                                       |                                       |                                       |
| Сидячих мест                          | 34                                    | 43                                    | 41—49                                 |
| Полная вместимость, чел               | ок.105                                | ок.130—150                            | ок.160—170                            |
| Двигатель                             | Škoda 4ML3444 K/4 (160 kw)            | Škoda 33ML 3550 K/4                   | Škoda 33ML3550 K/4 (240 kw)           |
| Система управления тяговым двигателем | IGBT-транзисторная Škoda Electric a.s | IGBT-транзисторная Škoda Electric a.s | IGBT-транзисторная Škoda Electric a.s |
| Максимальная скорость, км / ч         | 65                                    | 65                                    | 65                                    |